# Croton matudai
Espèce
Classification APG II (2003)
Croton matudai est une espèce de plantes à fleurs du genre Croton et de la famille Euphorbiaceae présente au Mexique (Veracruz).